# Deserto Sírio
O deserto Sírio (em árabe: :بادية الشام, bādiyat ash-shām), também conhecido como deserto Sírio-Árabe, é uma combinação de estepe com deserto verdadeiro localizado na parte norte da península Arábica cobrindo uma área aproximada de 500 000 km².

## Geografia

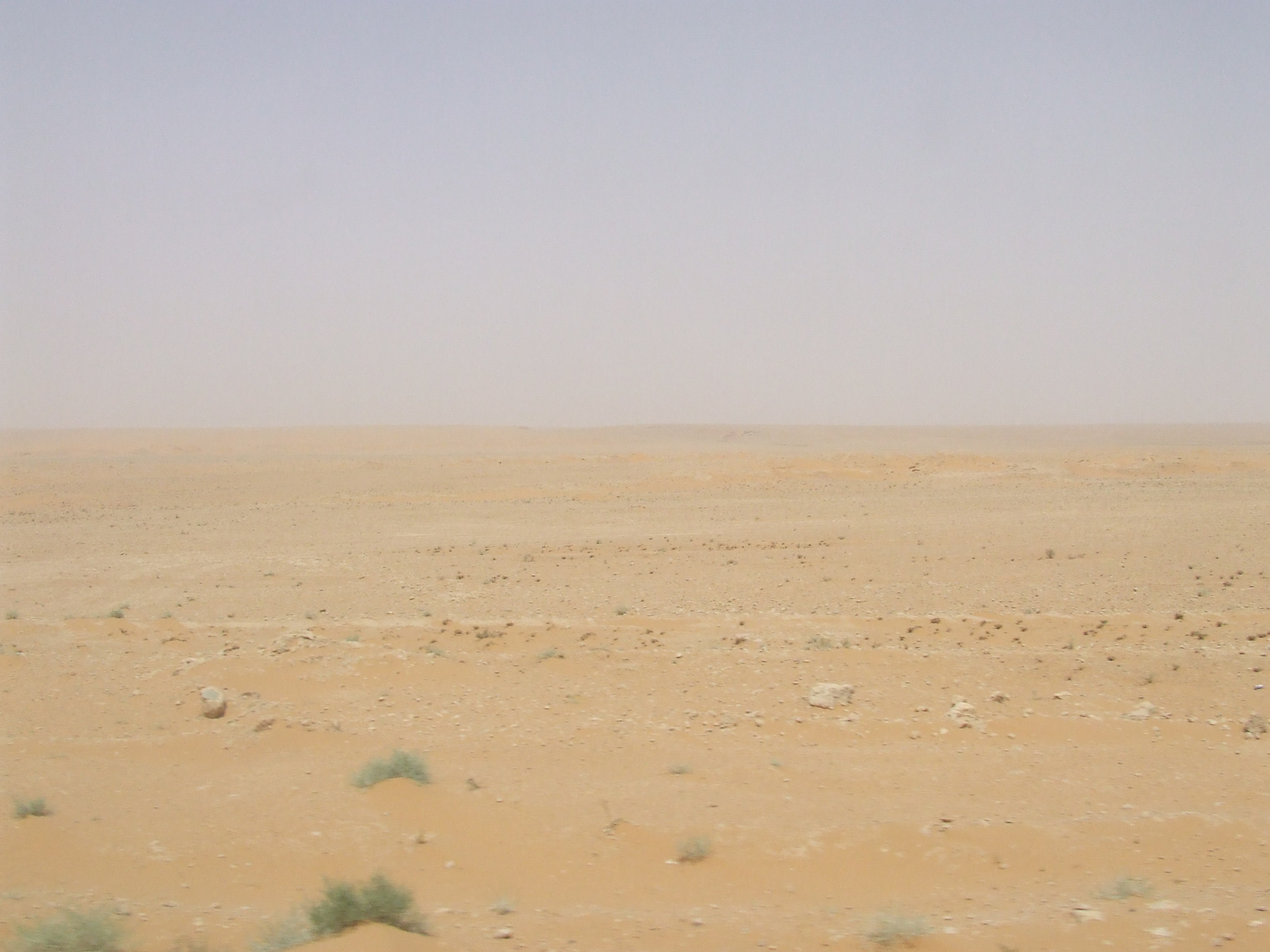
Deserto Sírio

O deserto é parte de Al-Hamad, que cobre porções da Síria, Iraque, Jordânia e Arábia Saudita. Possui fronteiras a oeste com o vale Orontes e a leste com Eufrates. Ao norte, o deserto dá lugar à áreas muito férteis no centro-norte da Síria. No sul, ele corre para a península Arábica. Muitos oásis existem no deserto Sírio como o de Palmira. Damasco, capital da Síria, fica localizada em um dos oásis do deserto. A paisagem notável foi formada por soerguimentos de lava advindos da região vulcânica de Jebel Druze, no sul da Síria. 

## História
O deserto foi historicamente habitado por povos beduínos e muitas tribos ainda permanecem na região atualmente, onde seus habitantes vivem em lugares perto dos oásis. Alguns beduínos ainda mantém seus estilos de vida tradicionais.

## Guerra do Iraque
Durante a Guerra do Iraque em 2003, o deserto serviu como uma linha de abastecimento principal para os revoltosos iraquianos, com a parte do deserto do Iraque se tornando um reduto principal dos rebeldes sunitas que operavam na província de Ambar, particularmente após a captura de Faluja pela Coalizão, durante a Operação Fantasma Fury. Uma série de operações militares da coalizão foram relativamente ineficazes na eliminação da presença de insurgentes no deserto. No entanto, como os rebeldes começaram a ganhar o controle das áreas em torno da importância do deserto da Síria como centro de operações,acreditava-se ter diminuído. Em setembro de 2006 insurgentes tinham ganhado o controle de praticamente toda a província de Anbar e mudou a maioria das forças, equipamento e outros líderes do leste para as cidades rebeldes controlados perto do rio Eufrates. No entanto, o deserto da Síria continua sendo uma das principais rotas de contrabando de equipamentos devido à sua localização, perto da fronteira com a Síria.